# Stanisław Siewior
Stanisław Siewior (ur. 11 lipca 1937 w Łączynie, zm. 22 czerwca 2017) – polski judoka i trener judo.

## Życiorys
Był zawodnikiem AZS Wrocław (1956-1963), gdzie jego trenerem był Ewaryst Jaskólski i Gwardii Wrocław (od 1964). Na mistrzostwach Polski seniorów wywalczył jako zawodik dwa medale: srebrny w 1966 i brązowy w 1968. Uczestniczył w mistrzostwach Europy w 1966.
W 1959 założył sekcję judo w AZS Politechnika Wrocław i był tam również trenerem, w latach 1963-1978 i 1980-1989 pracował jako trener w Gwardii Wrocław. W latach 1978–1980 był II trenerem reprezentacji olimpijskiej Polski.
Jego zawodnikami byli m.in. Waldemar Zausz, Wojciech Reszko, Andrzej Sądej, Edward Alkśnin i Rafał Kubacki
W 1963 został wiceprezesem ds. sportowych nowo założonego Okręgowego Związku Judo we Wrocławiu.
W 1974 otrzymał odznakę Zasłużony Mistrz Sportu. Trzykrotnie został wybrany trenerem roku na Dolnym Śląsku w Plebiscycie Słowa Polskiego (1976, 1985, 1986).
Posiadał 7 Dan w judo.